# Masicera aurifrons
Masicera aurifrons là một loài ruồi trong họ Tachinidae.